# Деляну, Артём
Артем Деляну (род.  1999, Молдова) — молдавский борец греко-римского стиля, чемпион Европы (2024), бронзовый призёр чемпионата Европы 2025 года.

## Карьера
Деляну завоевал титул чемпиона Европы в весовой категории до 55 кг на соревнованиях, проходящих в столице Румынии Бухаресте. 24-летний молдованин победил спортсмена из Болгарии Стефана Григорова (5:1), в полуфинале в упорной схватке сумел пройти армянина Манвела Хачатряна (2:2), а в финале поборол азербайджанца Рашада Маммадова со счетом (5:3), выиграв поединок за 3 минуты 42 секунд.
В апреле 2025 года на чемпионате Европы в Братиславе в весовой категории до 55 кг завоевал бронзовую медаль. В схватке за третье место одолел соперника из Словакии Арнольда Мегали.